# Briffons
Briffons är en kommun i departementet Puy-de-Dôme i regionen Auvergne-Rhône-Alpes i centrala Frankrike. Kommunen ligger i kantonen Bourg-Lastic som tillhör arrondissementet Clermont-Ferrand. År 2022 hade Briffons 265 invånare.

## Befolkningsutveckling
Antalet invånare i kommunen Briffons
| Referens: INSEE |